# کولی، شهرستان هاریو
کولی (به لاتین: Kulli) یک روستا در استونی است که در دهستان راسیکو واقع شده‌است. کولی در سال ۲۰۱۱ میلادی ۱۲۶ نفر جمعیت داشته‌است. این روستا از توابع شهرستان هاریو میباشد .